# مستنبت نباتي

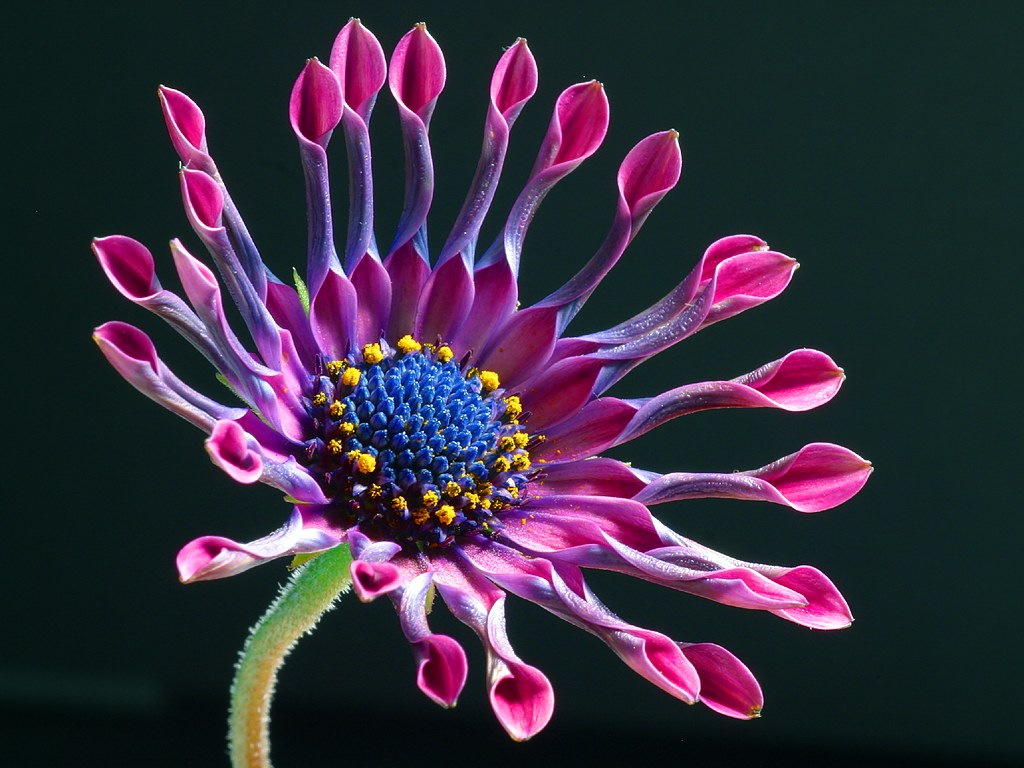
زهرة اوستيوسبيرمام «الالتفافات القرنفلية»
صنف نباتي يمتاز بأزهاره الجذابة والزاهية

إن مصطلح المستنبت هو نبات أو صنف من نباتات لها خصائص مميَّزة يمكن المحافظة عليها عن طريق التكاثر. وتنشأ أغلب هذه الأصناف عن طريق الزراعة، ولكن هناك أصناف قليلة تنشأ نتيجة اصطفاءات خاصة في الحياة البرية. وهناك نباتات الحديقة المشهورة بجمالها مثل الورود والكاميليا ونبات النرجس ونبات الوردية والأزاليا وهي أصناف تترعرع بعد رعاية طويلة وانتقاء دقيق للون الزهور وشكلها. وبالمثل، فأغلب محاصيل الأغذية الزراعية في العالم ما هي إلا أصناف نباتية جرى انتقاؤها بناء على خصائص معينة منها المحصول الوفير والطعم المميز والقدرة على مقاومة الأمراض: حيث يوجد عدد قليل جدًا من النباتات البرية المستخدمة كمصدر للغذاء. وحتى الأشجار المستخدمة في علم الغابات ما هي إلا اصطفاء خاص لأشجار تتميز بجودة عالية ومحصول وفير من الأخشاب.
والأصناف المستنبتة هي جزء لا يتجزأ من التصنيف الأوسع لـلبرتي هايد بيلي، أما الأنواع المستنبتة  فهي النباتات الذي يرجع أصلها أو اصطفاؤها بسبب نشاط بشري مقصود. ويرجع الفضل في صياغة المصطلح الإنجليزي cultivar إلى لبرتي هايد بيلي وهي لفظ منحوت من كلمة "cultivated" (مستزرعة) وكلمة "variety" (ضرب)، أو مشتقة من كلمة "cultigen" (مستنبتة) وكلمة "variety" (ضرب). والأضرب المستنبتة ليست هي نفسها الأضرب النباتية  وهناك اختلاف في نظام تشكيل واستخدام الاسمين. وفي الآونة الأخيرة، ازدادت هذه التسمية تعقيدًا بعد الاستخدام القانوني لها في براءة اختراع النباتات وحقوق منتجي النباتات.
ويوفر الاتحاد العالمي لحماية الأنواع الجديدة من النباتات (UPOV – بالفرنسية: Union internationale pour la protection des obtentions végétales) حماية قانونية للمستنبتات النباتية من الأشخاص والهيئات التي تستعمل الجديد منها في الأغراض التجارية. ويشترط الاتحاد العالمي لحماية الأصناف الجديدة من النباتات أن يكون المستنبت صنفًا متميزًا ومتسقًا وثابتًا. ولكي يتحقق التميز فلا بد أن تحتوي على خصائص تفرق بينها وبين المستنبتات الأخرى بسهولة. ولكي يتحقق الاتساق والثبات فلا بد أن تحتفظ بهذه الخصائص مع تكرار التكاثر.
وتسمية المستنبتات هي جزء لا يتجزأ من علم تصنيف النباتات المنزرعة ويتحدد الاسم الصحيح للمستنبت وفقًا لقواعد وتوصيّات المدونة الدولية لقواعد تسمية النباتات المنزرعة ICNCP المشهورة باسم قانون النباتات المنزرعة). ويوضع للمستنبت اسمه الجديد المكون من اسمه العلمي النباتي باللاتينية متبوعًا بـصفة من صفاته. وعادة ما تكون هذه الصفة معبر عنها باللغة العامية. وعلى سبيل المثال، فالاسم الكامل لـبطاطس الملك إدوارد King Edward potato هو البطاطس الدرنية Solanum tuberosum «للملك إدوارد». واسم «الملك إدوارد» الذي هو جزء من التسمية ما هو إلا صفة للمستنبت، وينص قانون النباتات المنزرعة على وضعه بين علامات تنصيص مفردة.

## أصل التسمية

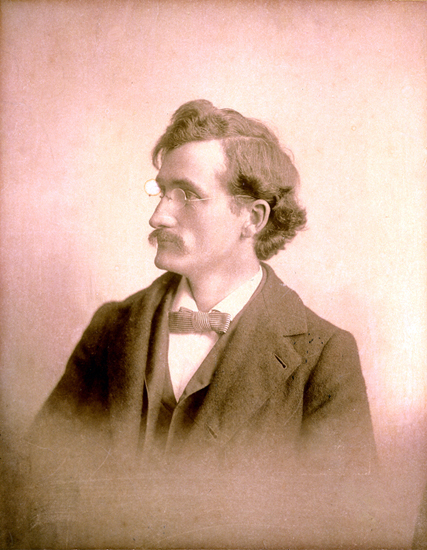
لبرتي هايد بيلي (1858-1954) الذي صاغ كلمة النوع المستنبت في 1918 وكلمة الضرب المستنبت في 1923.

وتعود تسمية «الضرب المستنبت» بهذا الاسم إلى الحاجة إلى التفريق بين النباتات البرية وتلك النباتات ذات الصفات المستزرعة (وهو ما يطلق عليه اليوم الأنواع المستنبتة). وكانت هذه الحاجة قائمة منذ أن جاء الفيلسوف الإغريقي ثيوفراستوس Theophrastus (370–285 قبل الميلاد) الملقب باسم «أبو النبات» الذي كان يدرك هذه الحقيقة جيدًا. ويذكر آلان مورتون Alan Morton المؤرخ النباتي أن ثيوفراستوس «ألمح في كتابه تحقيق حول النباتات إلى القيود أمام تغير (النمط الظاهري) بدافع ثقافي، وأشار إلى أهمية التكوين الجيني» (Historia PlantarumIII, 2,2 وCausa Plantarum I, 9,3.
وتستخدم الأسماء اللاتينية في القواعد الدولية لتسمية النباتات مثلها في ذلك مثل تسمية النباتات الحديثة في أول أمرها، وتجد ذلك في إصدار لينيوس Linnaeus بعنوان أصناف النباتات Species Plantarum (الطبعة العاشرة)، وآخر بعنوان أنواع النباتات Genera Plantarum (الطبعة الخامسة). وفي كتاب أنواع النباتات وضع لينيوس (1707-1778) قائمة بجميع النباتات المعروفة له سواء بطريق مباشر أو من خلال قراءاته الواسعة. وتعرف لينيوس على رتبة الضرب (في الإنجليزية: «الضرب» النباتي هو رتبة داخل النوع أو النويع) وأشار إلى هذه الأضرب باستخدام حروف يونانية مثل α وβ وλ أمام اسم الضرب بدلاً من استخدام الاختصار (var) كما هو عليه الحال اليوم. وأغلب الأضرب التي وضعها لينيوس كانت نباتات حدائق ولم تكن نباتات برّية.
وبمرور الزمن، أصبحت هناك حاجة ماسّة إلى التفريق بين النباتات المزروعة في البراري وبين تلك الأضرب التي نشأت بالاستزراع. وفي القرن التاسع عشر، سميت النباتات المستزرعة من الحدائق بأسماء بستانية باللغة اللاتينية أحيانًا وباللغة المحلية أحيانًا أخرى. ومنذ التسعينيات تقريبًا، ظهرت النباتات المستزرعة في أوروبا في الأدب الإسكندينافي والألماني والسلافي في كلمة stamm وكلمة sorte، ولكن هذه الكلمات لم يشيع استخدامها عالميًا لأن الاتفاق الدولي ينص على أن أي مصطلح جديد يجب أن يكون باللاتينية. وفي القرن العشرين قدِّمت مصطلحات دولية جديدة لتصنيف النباتات المستزرعة وتسميتها.
أما كلمة الأضرب المستنبتة cultivar فالذي صاغها هو لبرتي هايد بيلي في 1923 في كتاب ليبرتي هايد بيلي هورتوريوم Liberty Hyde Bailey Hortorium جامعة كورنيل Cornell University بمدينة نيويورك حيث يقول فيه:
الأنواع المستنبتة cultigen هي أنواع أو شبيهة بالأنواع التي ظهرت بطريق الاستئناس - ويطلق على هذه النباتات اسم المستأنسة. ولكني أقدم الآن اسمًا جديدًا هو الأضرب المستنبتة cultivar ويعني الضرب النباتي أو رتبة تابعة للنوع نتجت عن الاستزراع، ولا تشير بالضرورة إلى الأنواع النباتية المتعارف عليها. وهي تتفق في مضمونها مع الضرب النباتي إلا فيما يخص أصل التسمية.
وفي هذا البحث وضع بيلي الأصناف المستنبتة في رتبة النوع إلا أنه كان يعلم أن الكثير من النباتات المستأنسة تقترب من الأضرب النباتية أكثر من الأنواع النباتية، ويبدو أن هذا هو ما دفعه إلى اقتراح وحدة تصنيف جديدة وهي الأضرب المستنبتة والتي يفترض أنها مأخوذة من كلمة مستزرعة وكلمة ضرب. ومع ذلك، لم يكن بيلي صريحًا بشأن علم تاريخ اللفظ ويعتقد البعض بأنه مأخوذ من كلمة مستنبتة وكلمة ضرب والتي تبدو مناسبة أكثر.
ومما أدى إلى انتشار كلمة الأضرب المستنبتة الجديدة الصياغة أنها «كلمة رنانة» وأنها «بعيدة عن الغموض». فكانت الكلمة المناسبة. ثم أُوصي باستخدامها في قانون النباتات المنزرعة في 1953 وبحلول عام 1960 كانت قد لاقت قبولاً عالميًا واسعًا.

### الأنواع المستنبتة والأضرب المستنبتة

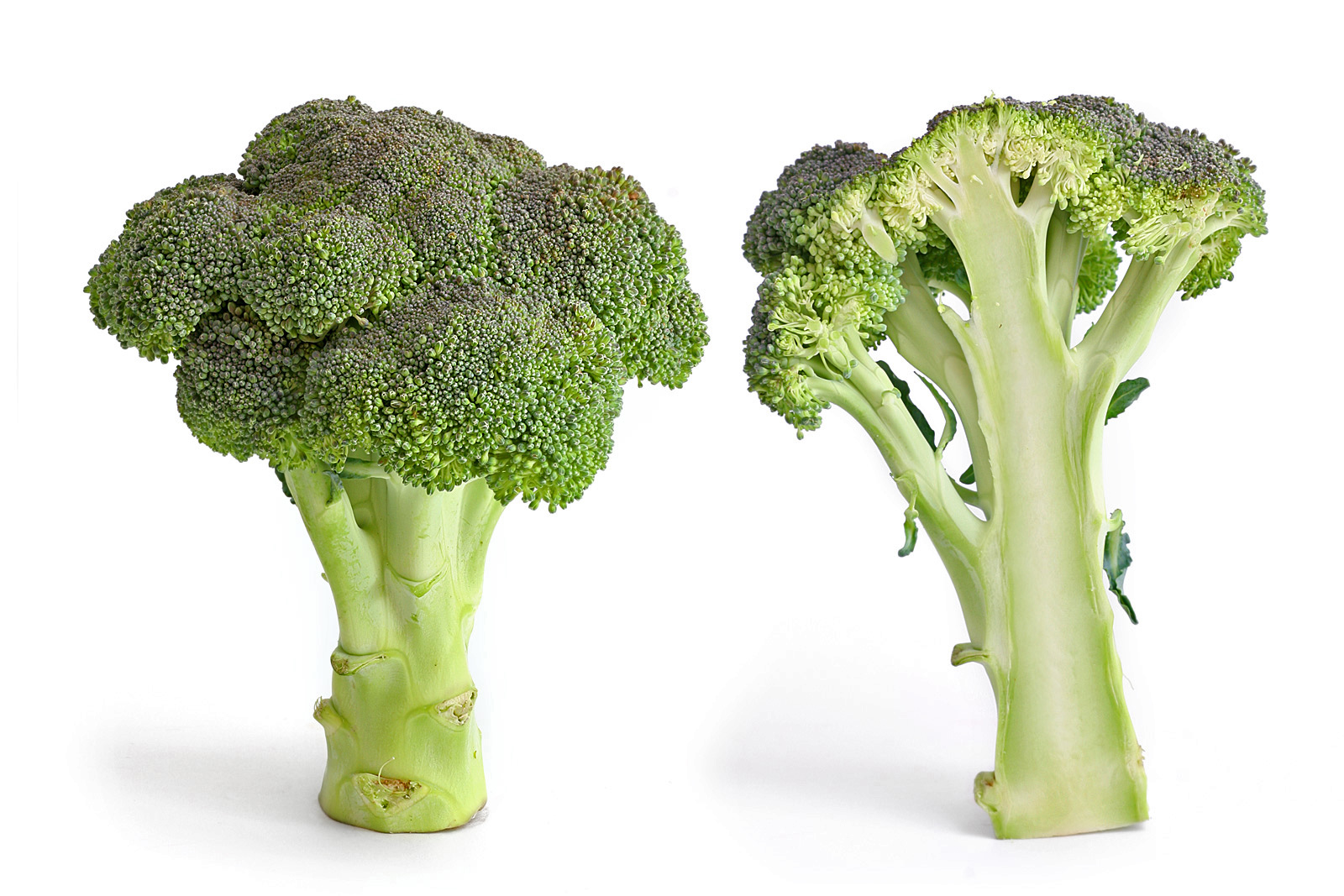
كرنب زيتي نبات إيطالي Italica Group بمنطقة قلورية 'Calabrese'
تعرض ضربًا من الأضرب المستنبتة

يصعب التفريق بين مصطلح لأنواع المستنبتة ومصطلح الأضرب المستنبتة. الأنواع المستنبتة مصطلح عام يشير إلى النباتات التي تُعدل عن قصد أو يصطفيها الإنسان، بينما تشير الأضرب المستنبتة إلى رتبة في جدول تصنيف المستنبتات أو أصنوفة من المستنبتات. ويدخل ضمن الأنواع المستنبتة جميع نباتات الأضرب المستنبتة، إضافة إلى النباتات المذكورة في تصنيف جريكس Grex وفي المجموعة. وتنص قانون النباتات المنزرعة على أن الأنواع المستنبتة نباتات تصطفى بتأن وتكون نتيجة عملية استنبات بتهجين مقصود أو غير مقصود، ويجري اصطفاؤها من نباتات مستزرعة أو من أشكال مختلفة من النباتات البرية، حتى تصبح كيانات متميزة مع توالي عملية التكاثر. ويندرج تحت الأنواع المعروفة بالمستنبتة تلك النباتات المعدلة جينيًا، والنباتات الثنائية التسمية في اللاتينية التي هي نتيجة لاصطفاء الإنسان القديم، والنباتات التي عدلها الإنسان دون أن تُسمى رسميًا. ومع ذلك، أغلب الأنواع المستنبتة هي في الوقت ذاته أضرب مستنبتة.

## التعريف الاصطلاحي
جاءت ملاحظات قانون النباتات المنزرعة إلى أن كلمة الأضرب المستنبتة تستخدم في نوعين مختلفتين من الحواس  الأولى مثل «فئة تصنيف» حيث تم تعريف الضرب المستنبت في المادة الثانية من المدونة الدولية لقواعد تسمية النباتات المنزرعة (2009، النسخة 8) على النحو التالي: الفئة الأساسية من النباتات المستنبتة التي يتحكم في تسميتها عن طريق هذا القانون وهو الضرب المستنبت. وهناك نوعان من فئات التصنيف الأخرى للأنواع المستنبتة وهما جريكس ومجموعة. وبعد ذلك عرف القانون الضرب المستنبت على أنه عبارة عن «وحدة علم التصنيف المتضمن في فئة تصنيف الضرب المستنبت» وهذه هي حاسة الضرب المستنبت الذي فُهم بصفة عامة ويستخدم على أنه تعريف عام.
فالضرب المستنبت هو مجموعة من النباتات التي (أ) تم اختيارها لصفة معينة أو مجموعة من الصفات، (ب) متميزة وثابتة ومستقرة في هذه الصفات، (جـ) وعند التكاثر بالوسائل المناسبة، تحتفظ بتلك الصفات.

## الأنواع المختلفة للأضرب المستنبتة

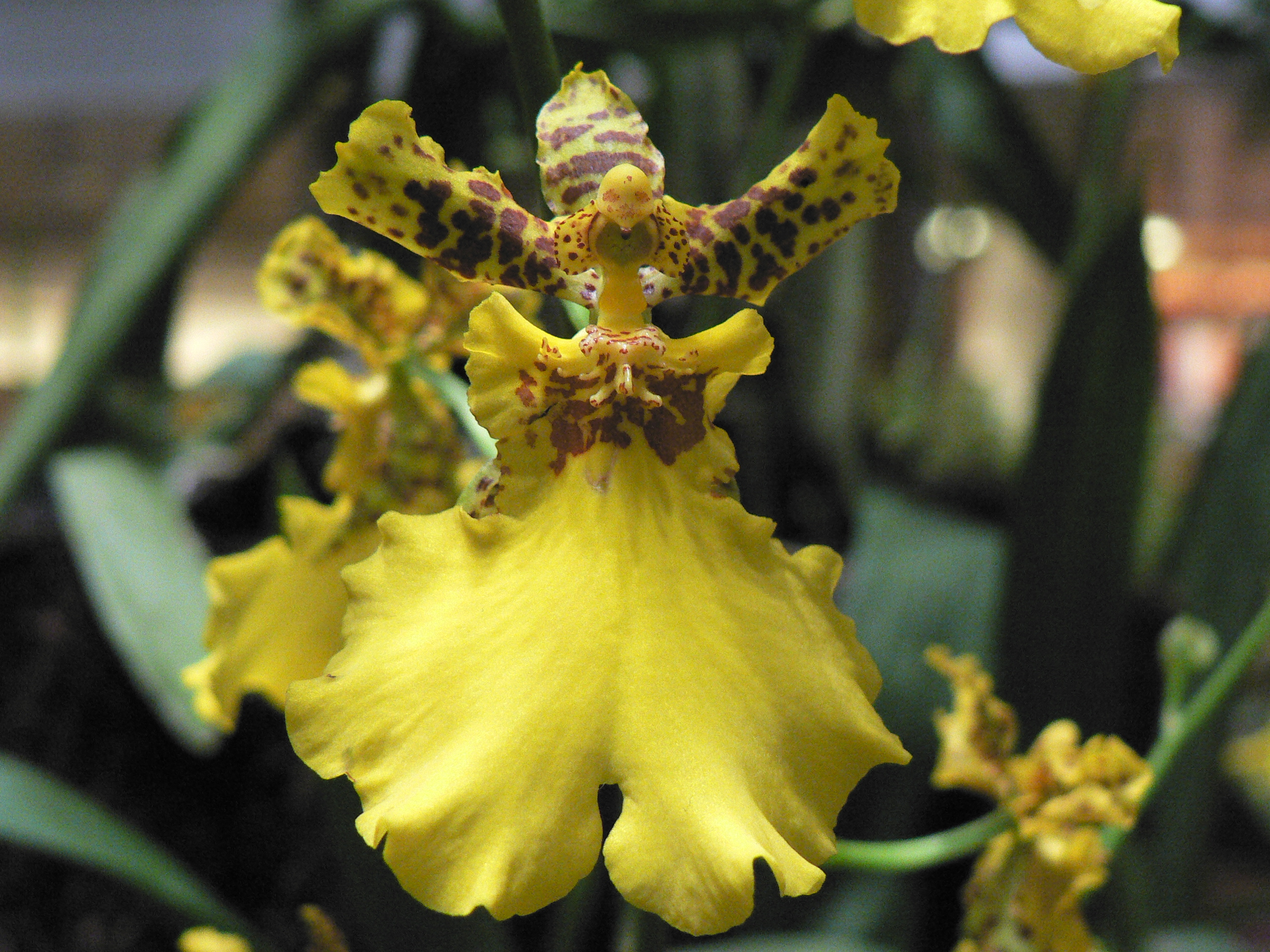
الضرب المستنبت لنبات السحلب أونسيديوم Oncidium

فاختيار أي من تلك النباتات التي عرفت بالأضرب المستنبتة هي مسألة بسيطة جدًا للتكيف مع الفئة التي جمعت لخدمة الاحتياجات الفعلية لـ البستنة والزراعة وزراعة الغابات.
وإن المطابقة الوراثية لأعضاء الضرب المستنبت المعين ليست ضرورية. ويؤكد قانون النباتات المنزرعة على أنه يمكن قبول النباتات المنزرعة المختلفة على أنها أضرب مستنبتة مختلفة، حتى لو كانت لديهم الجينوم نفسه، في حين يمكن النظر إلى النباتات المنزرعة ذات الجينوم المختلف على أنها من الضرب نفسه. يتطلب إنتاج الأضرب المستنبتة بصفة عامة تدخلاً بشريًا على الرغم من أنه في بعض الحالات القليلة قد يكون التدخل مجرد الاختيار البسيط للتغيير في نمو النباتات البرية (سواء من خلال جمع الأنسجة النامية للتكاثر أو عن طريق البذور المجمعة).
وبصفة عامة، الأضرب المستنبتة مثل بستان ومحاصيل: مالوس Malus 'جراني سميث Granny Smith' ومالوس 'التفاح الأحمر اللذيذ' هي أضرب مستنبتة من التفاح المتكاثر عن طريق البتر أو تطعيم، الخس 'ريد سايلز Red Sails' والخس 'البحيرات الكبيرة Great Lakes' هي الأضرب المستنبتة للخس المنزرع الذي يتكاثر عن طريق البذور. الأضرب المستنبتة المشتهرة بنباتات هوستا وفتنة النهار هي أضرب مستنبتة يتم إنتاجها عن طريق التكاثر المجهري أو الانشطار.

### نباتات مستنسخة

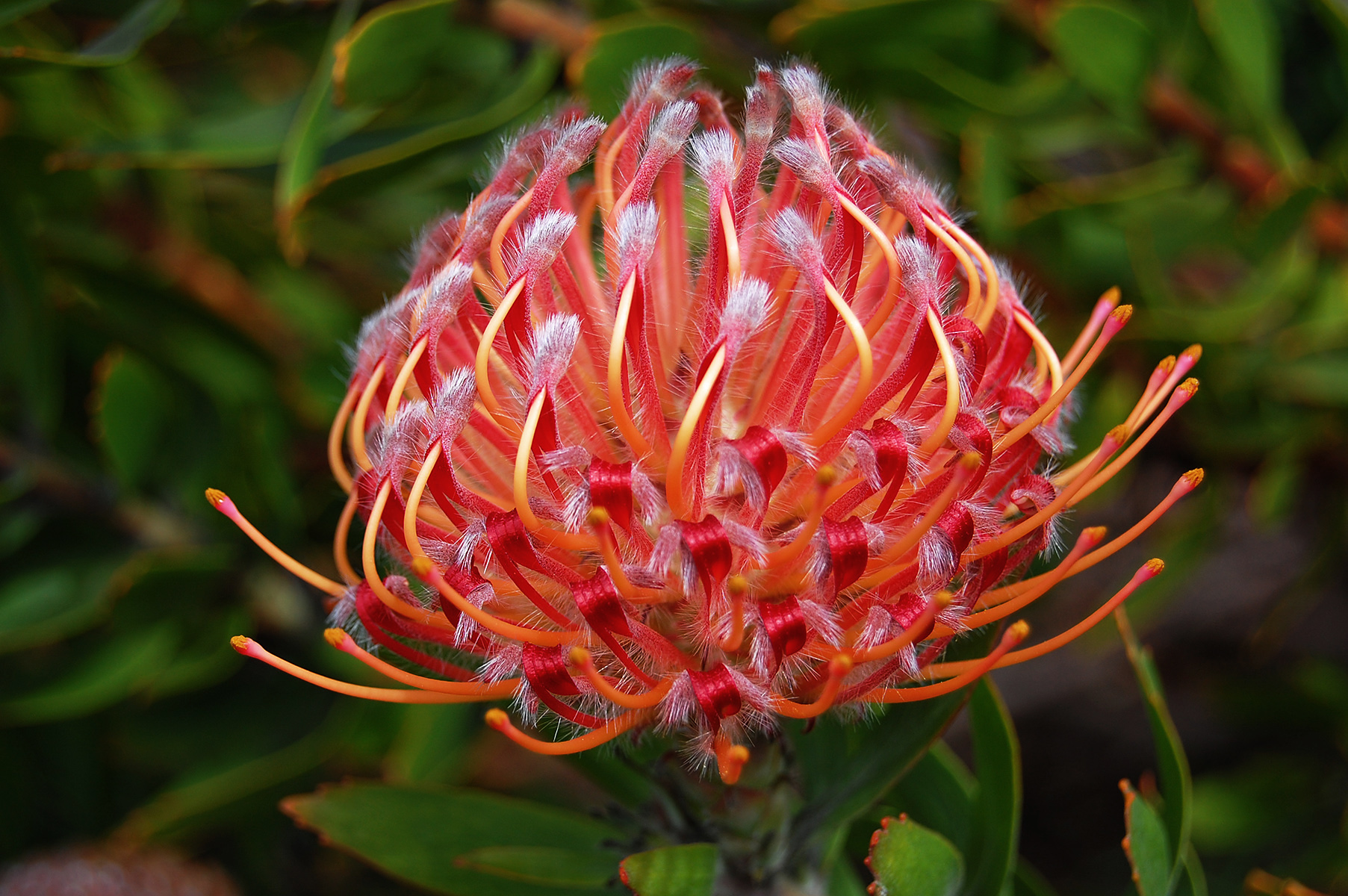
لوكوسبيرموم 'سكارليت ريبون Scarlet Ribbon'
التهجين الذي أجري في جزيرة تسمانيا Tasmania بين غلابروم وتوتام

تعرف الأضرب المستنبتة التي تنتج بطرق لا تزاوجية والمتطابقة وراثيًا بـ نباتات مستنسخة والتي تحتوي على النباتات المتكاثرة عن طريق الانشطار والترقيد والبتر والتطعيمات والتطعيم بالبرعم. ومن الممكن الحصول على مواد التكاثر من خلال جزء محدد من النبات، مثل فرع جانبي أو من خلال مرحلة معينة من مراحل الحياة، مثل ورقة النبتة أو من خلال النمو الشاذ مثلما حدث مع مكنسة الساحرة. أما النباتات التي يستدل على الصفات المميزة لها من وجود كائن حي داخل الخلية فمن الممكن أن تشكل الضرب المستنبت وتزود الصفات التي تنتقل من جيل إلى جيل. وأيضًا من الممكن تعيين ضرب مستنبت للنباتات التي تشبه خيمري (التي تحتوي على أنسجة متغيرة قريبة من الأنسجة الطبيعية) أو النباتات الخيمرية المنزرعة (التي تحتوي على نسيج ينبت من أنواع مختلفة من النباتات وينبت عن طريق التطعيم).

### البذور الإنتاجية
تنبت بعض الأضرب المستنبتة من البذور، حيث تحتفظ بخصائصها المميزة عند نموها من البذرة. وتعرف مثل تلك النباتات بـ «الأنواع» أو «الاصطفاء» أو «الترشيح» ولكن تلك الكلمات غامضة ومربكة لذا يفضل تجنبها. وبصفة عامة، تتكاثر الأضرب المستنبتة اللاتزاوجية وتنمو من البذور التي تنتج شتلات نباتية متغيرة بشكل كبير، بحيث يجب أن تكون غير مصنفة مع أو تم بيعها تحت اسم أصل النباتات المستنبتة.
ومن الممكن إنتاج البذور المتوفرة للأضرب المستنبتة عن طريق التخصيب المطلق عند تخطى الخواص المميزة والموحدة والمستقرة من الآباء لذريتها. والبعض ينتج على هيئة «خطوط» والتي تنتج من خلال التخصيب الذاتي أو الخلقي، أو «المتعدد الخطوط» التي تنتج من الخطوط العديدة الوثيقة الصلة. وفي بعض الأحيان يكون إف1 هجين والتي تعتبر نتيجة لتكرار العبور الفردي بين خطين أصليين. ويوجد القليل من البذور المهجنة إف2 للنباتات المستنبتة، مثل القيصوم Achillea 'حبوب الصيف'.
فبعض الأصناف المستنبتة هي نباتات أجاموسبيرمويس agamospermous والتي تحتفظ بتركيبها وخواصها الجينية عند التكاثر. وأحيانًا، تنبت النباتات المستنبتة من حبوب المصادر المختارة خصيصًا - على سبيل المثال من الممكن الحصول على البذور من النباتات المقاومة لمرض معين.

### النباتات المعدلة وراثيًا
ومن الممكن أن تشكل النباتات المعدلة وراثيًا بخصائص ناتجة عن الدراسة الراسخة لمادة وراثية من المواد الوراثية المختلفة، بالضرب المستنبت. وعلى الرغم من ملاحظات المدونة الدولية لقواعد تسمية النباتات المنزرعة، إلا أنه من الناحية العملية، غالبًا ما يتم تسويق تلك المجموعات من خط أو أكثر أو من عدة خطوط معدلة وراثيًا. وعادة ما يظل هذا الخط أو الخطوط المتعددة في حالة مستقرة من التقدم مما تجعل تسمية مثل هذه المجموعات مسألة عقيمة بالنسبة للضرب لمستنبت."  ورغم ذلك فالتخلي عن الأنواع المعدلة وراثيًا مثل الطماطم التي لم تظل قيد التطور لم تصل إلى تلك العقبة ويمكن تسميتها باسم الضرب المستنبت.
ومن الممكن اختيار الأضرب المستنبتة بسبب التغير في مستوى الصبغية التي قد تنتج المزيد من الخواص المرغوبة.

## أسماء الأضرب المستنبتة

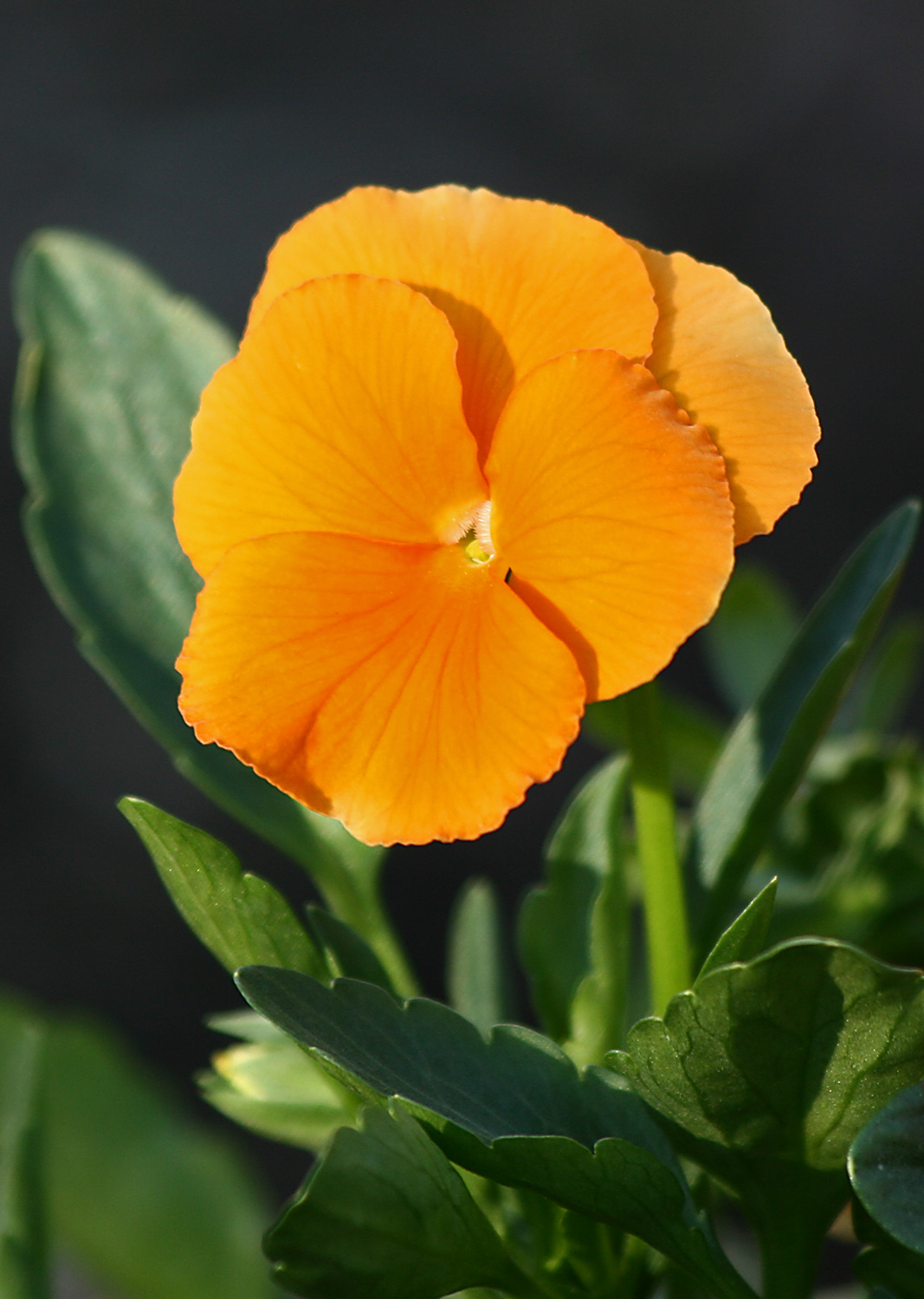
البنفسج 'بلورات المشمش الواضحة'
الكنية المحددة قد تغيب عن اسم الضرب المستنبت

يوجد لكل ضرب وحيد مستنبت اسم واحد ضمن تسمية طبقته (التي غالبًا ما تكون الجنس). وتنظم أسماء الأضرب المستنبتة من خلال المدونة الدولية لقواعد تسمية النباتات المنزرعة ويمكن تسجيله في الهيئة الدولية لتسجيل الضرب المستنبت (ICRA) وفي بعض الأحيان توجد هيئات متفرقة لتسجيل أنواع النباتات المختلفة مثل الورود والكاميليا. وإضافة إلى ذلك، فمن الممكن أن تكون الأضرب المستنبتة مرتبطة مع الأسماء التسويقية التجارية والمشار إليها في قانون النباتات المنزرعة «بالتسمي التجارية» (انظر بالأسفل).

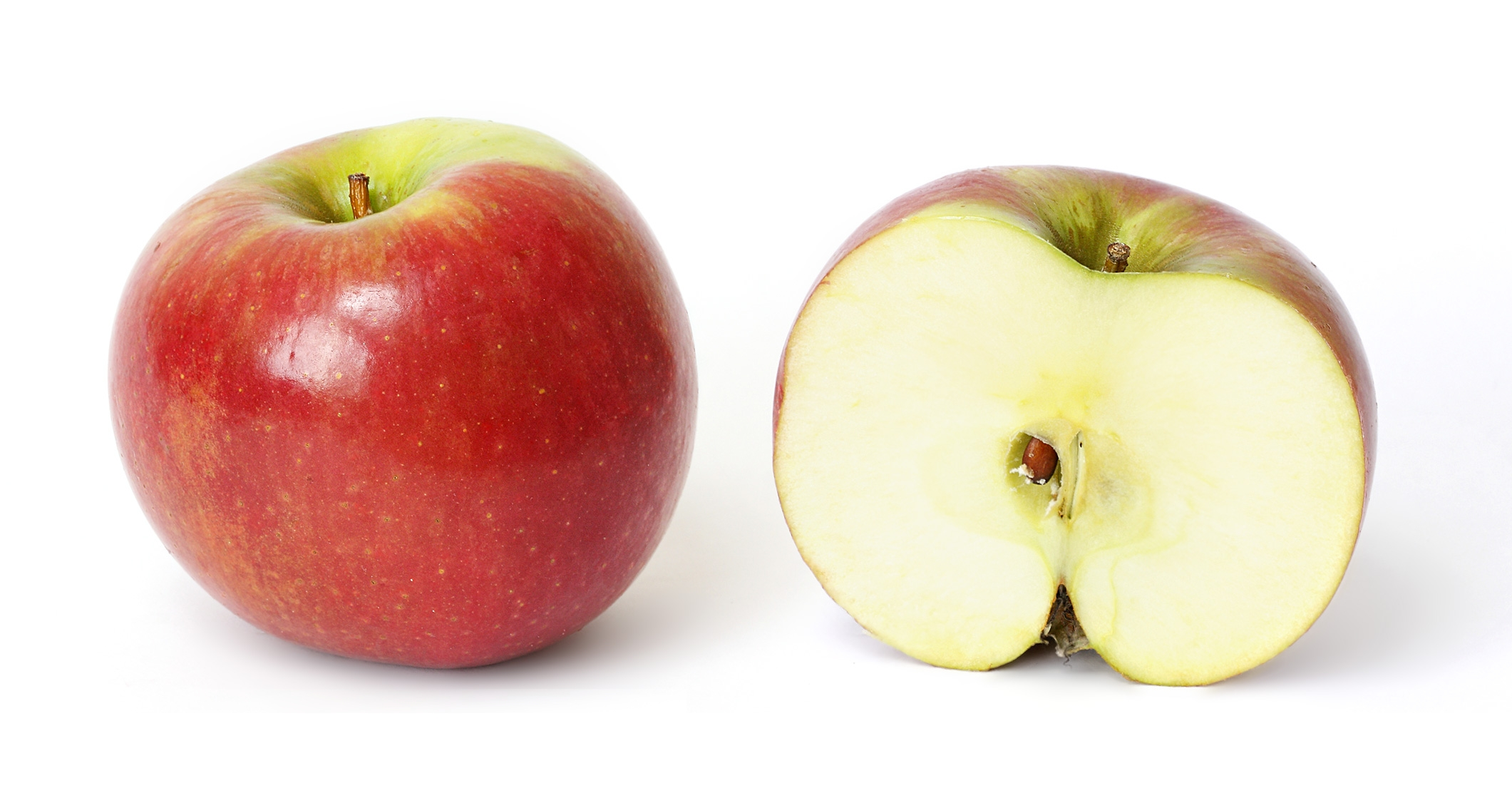
تفاحة 'الغروب'
تظهر استخدام الاسم العام كجزء من الضرب المستنبت

### عرض النص
يتكون اسم الضرب المستنبت من اسم النبات (من الجنس والنوع ويندرج تحت الأصنوفة، بين الأنواع هجينأو التهجين بين الأجناس) التي تليها كنية الضرب المستنبت. وتكتب كنية الضرب المستنبت بالأحرف الكبيرة ومحاطة بعلامات تنصيص مفردة، ولا يجب أن تكتب بالخط المائل ويجوز وضع كنية الضرب المستنبت بعد الاسم الشائع المقدم على الاسم النباتي الشائع الواضح. وغالبًا ما كتبت كنيات الضرب المستنبت التي نشرت قبل 1 يناير لعام 1959 بالخط اللاتيني ومن الممكن الوقوع في حيرة فيها بسهولة مع الكنيات المحددة للأسماء النباتية بعد ذلك التاريخ، في حين يجب صياغة كنايات الضرب المستنبت الجديد بمصطلحات لغوية حديثة لتفريقهم عن الكنايات النباتية.
أمثلة للنص التقديمي الصحيح:
كريبتوميريا جابونيكا Cryptomeria japonica 'أنيق'
غامايسيباريس لوسونينا Chamaecyparis lawsoniana 'أويريمارغيناتا Aureomarginata' (الاسم قبل 1959، في الشكل اللاتيني)
غامايسيباريس لوسونينا Chamaecyparis lawsoniana 'الآية الذهبية' (بريد-1959 اسم، اللغة الإنجليزية)
بينياس دينسفلورا Pinus densiflora 'اكيبونو Akebono' (بريد-1959 اسم، اللغة اليابانية)
تفاحة 'الغروب'
بعض أمثلة النص التقديميغير الصحيحة:
كريبتوميريا جابونيكا «أنيق» (الفصلتان المزدوجتان مرفوضة)
بيربيريس زينبيرجي Berbiser thunbergii سي في. 'كريمسون بيجمي Crimson Pygmy' (هذه هي أحد الاستخدامات الشائعة المرفوضة حاليًا والتي لم تعد صحيحة للاستخدام «سي في» في هذا السياق؛ بيربيريس زينبيرجي بينما كريمسون بيجمي هي الصحيحة)
الورود سي في. 'السلام' (فهذه غير صحيحة حاليًا لسببين: أولاً، بسبب استخدام «سي في»؛ وثانيًا، بسبب أن السلام هو تسمية تجارية أو «اسم البيع» للضرب المستنبت أر. مدام ايه ميلاند Madame A. Meilland' وبناء عليه يجب طباعته بأوجه مختلفة عن بقية الاسم، من دون علامات اقتباس، على سبيل المثال: الوردة السلام.)

## أسماء المجموعة
قد تشترك العديد من الأضرب المستنبتة المتشابهة إلى حد كبير الموجودة في أي مجموعة (والمعروفة بـ مجموعة الضرب المستنبت). من الضروري فهم طريقة العرض بالنسبة لأسماء المجموعة المستخدمة مع أسماء الضرب المستنبت. تُعرض أسماء المجموعة في نمط طبيعي ويكتب الحرف الأول من كل كلمة بخط كبير كما هو الحال في الأضرب المستنبتة، ولا يوضع الحرف بين علامات تنصيص مفردة. عند استخدام الأسماء، يكون الحرف الأول من كلمة «مجموعة» نفسها مكتوبًا بخط كبير.

### عرض النص
الكرنب الزيتي مجموعة الملفوف (وهي مجموعة الأضرب النباتية التي تشمل أنواع الكرنب كافة)
الكرنب الزيتي مجموعة القرنبيط (وهي مجموعة الأضرب النباتية التي تشمل أنواع القرنبيط كافة)
القرطاسية المجموعة الهورتنسية (في اللغة الفرنسية) = القرطاسية المجموعة الهورتنسية (في اللغة الإنجليزية)
حين الإشارة إلى اسم الضرب المستنبت يجب وضع المجموعة بين قوسين، على النحو التالي:
القرطاسية (المجموعة الهورتنسية) 'عائشة' 

## الحماية القانونية للأصناف المستنبتة وأسمائها
منذ التسعينيات، كان هناك استخدام متزايد للحماية القانونية لأسماء الأضرب المستنبتة الجديدة. تحسين النوع النباتي باستثناء الحماية القانونية لأسماء الأضرب المستنبتة الموجودة. تتسبب النباتات الأخرى المتولدة بطريقة مباشرة في خسارة كبيرة للمنتجي النباتات عند بيع هذا الأضرب المستنبتة بمجرد قدومها للأسواق.
تتم الحماية القانونية للأصناف المستنبتة عن طريق استخدام حقوق منتجي النباتات والرخص النباتية ولكن يلزم استغلال التشريعات والإجراءات الخاصة لمميزات هذه الحماية المختلفة من دولة إلى أخرى.

### استخدام الحماية القانونية للأصناف النباتية بطريقة مثيرة للجدل
يمكن استخدام الحماية القانونية للأضرب المستنبتة بطريقة مثيرة للجدل، وخاصة مع المحاصيل الغذائية التي تمثل المواد الغذائية للدول النامية، أو للنباتات المنتقاة من البرية وترويج بيعها دون القيام بأعمال تحسين النوع النباتي الإضافية؛ وينظر بعض الناس إلى هذه الممارسات من جانب الأخلاقيات.

### التسميات التجارية والأسماء التسويقية
يُعتبر الاسم العلمي الرسمي للضرب المستنبت، مثل البطاطس الملك إدوارد King Edward، طريقة نادرة لتسمية أنواع خاصة من النباتات. يُدرج الاسم العلمي في المجال العام ولا يمكن حمايته قانونًا. يرغب تجار التجزئة للنباتات في زيادة حصتهم في السوق والطريقة الوحيدة لتحقيق ذلك هو استبدال الأسماء العلمية اللاتينية المعقدة لأسماء النباتات في متاجر التجزئة بالأسماء المتداولة في السوق سهلة الاستخدام والنطق والتذكر. لا تندرج الأسماء التسويقية تحت قانون النباتات المستزرعة حيث يشير إليهم القانون على أنها «تسميات تجارية». قد يستفيد تجار التجزئة أو الجملة من مميزات البيع في حالة حصولهم على الحقوق القانونية للبيع لتسويق الاسم التجاري. قد تمتلك النباتات المحمية بحقوق منتجي النباتات (حقوق منتجي النباتات) اسم ضرب مستنبت «حقيقي» وهو الاسم العلمي المعتد به في المجال العام، و«مرادف تجاري» لاسم التسويق الإضافي المحمي قانونًا: ومثال على ذلك الشجيرة الوردية الشجيرة الوردية= 'بول ماكس' Poulmax، والبول ماكس’ هو الاسم العلمي الحقيقي. قد تختلف أسماء البيع من دولة إلى أخرى، حيث تستخدم بعض اللغات بعض الأسماء على نطاق أقل من اللغات الأخرى. يسمح الاستشهاد باسم القانون الأصلي بالتعريف الصحيح بالأضرب المستنبتة حول العالم. الهيئة العليا المنسقة لحقوق منتجي النباتات هي اتحاد حماية الأصناف الجديدة من النباتات (الاتحاد الدولي لحماية الأصناف الجديدة من النباتات، الاتحاد الدولي لحماية الأصناف الجديدة من النباتات) UPOV حيث تحافظ هذه المنظمة على قاعدة بيانات الأصناف المستنبتة الجديدة المحمية بحقوق منتجي النباتات في جميع الدول.

## الهيئة الدولية لتسجيل الضرب المستنبت
الهيئة الدولية لتسجيل الصنف المستنبت هي منظمة تطوعية غير تشريعية معينة من قبل لجنة تسميات وتسجيل الصنف المستنبت التابعة للجمعية الدولية لعلوم البساتين. تتكون الهيئات الدولية لتسجيل الصنف المستنبت من الجمعيات والمؤسسات المتخصصة في أجناس النباتات الخاصة مثل داليا أو رودودندرون Rhododendron الكائن محلها في الوقت الحالي في أوروبا وأمريكا الشمالية والصين والهند وسنغافورة وأستراليا ونيوزيلاندا وجنوب أفريقيا وبورتوريكو.
تقدم جميع الهيئات الدولية لتسجيل الصنف المستنبت تقريرًا سنويًا وتُعقد انتخابات تعيين الأعضاء كل أربع سنوات. المهمة الأساسية هي الحفاظ على تسجيل الأسماء للمجموعة المعنية ومحاولة نشرها ووضعها في المجال العام بقدر الإمكان. الهدف الرئيسي الوحيد هو منع تكرار الصنف المستنبت وأسماء المجموعة داخل أي جنس، إضافة إلى ضمان تتطابق الأسماء مع النسخة الحديثة من قانون النباتات المنزرعة. على هذا النحو، وعلى مدى السنوات الخمسين الماضية أو ما يقرب من ذلك، ساهمت الهيئات الدولية لتسجيل الصنف المستنبت في استقرار التسميات النباتية المنزرعة. في الوقت الحالي، سجلت الهيئات الدولية لتسجيل الصنف المستنبت أيضًا التسميات والعلامات التجارية المستخدمة في المادة النباتية المصنفة، لتجنب الالتباس مع المواد المصنفة سابقًا.
تُجمع الأسماء الجديدة والبيانات المتعلقة الأخرى وتُقدم للهيئة الدولية لتسجيل الصنف المستنبت دون أي كلفة في معظم الحالات. بعد ذلك، تفحص الهيئة الدولية لتسجيل الصنف المستنبت جميع الأسماء الجديدة لضمان عدم استخدامها من قبل حيث يتوافق ذلك مع قانون النباتات المستزرعة. تضمن أيضًا جميع الهيئات الدولية لتسجيل الصنف المستنبت أن الأسماء الجديدة تم تصنيفها بطريقة رسمية (على سبيل المثال، عند نشرها في النسخ المطبوعة، يلزم تقديم الوصف في أي نسخة مؤرخة). وتقوم الهيئات بتسجيل تفاصيل النبات، مثل النسبة المئوية وأسماء الهيئات المعنية بتطويرها وإدراجها، والوصف الأساسي الموضح لحروفها المميزة. لا تُسئل الهيئات الدولية لتسجيل الصنف المستنبت عن تقييم تمييز النبات المعني. يمكن التواصل مع الهيئات الدولية لتسجيل الصنف المستنبت إلكترونيًا كم تمتلك العديد من الهيئات مواقع إلكترونية: مع عمل تحديث دائم للقائمة.

### الحواشي
1. ↑  وطغى ذلك على وجودها في الإسبانية كفعل متعد معناه "يزرع أو يفلح أو يحرث أو يمارس". قاموس الإسبانية على الإنترنت وفي اللغة البرتغالية بمعنى  يفلح أو يسخّر أو يزرع أو ينبت أو يصقل أو يُصلح أو يُحسّن. قاموس إكتاكو للغة البرتغالية على الإنترنت نسخة محفوظة 03 أغسطس 2017 على موقع واي باك مشين.

1. ↑   أو عترة أو صنف زراعي[3] (بالإنجليزية: cultivar) له معنيان كما هو موضح في التعريف الاصطلاحي. عندما يكون الحديث عن أصنوفة أو صنف زراعي فإن الكلمة لا تشير إلى نبات بعينه ولكنها تشير إلى جميع النباتات التي تشترك في الخصائص الفريدة التي تميز هذا الصنف.

## قائمة المصادر
- Bailey، Liberty Hyde (1923). "Various cultigens, and transfers in nomenclature". Gentes Herbarum. ج. 1: 113–136. {{استشهاد بدورية محكمة}}: الوسيط |ref=harv غير صالح (مساعدة)
- Brickell، Chris D. et al. (eds) (2009). "International Code of Nomenclature for Cultivated Plants (ICNCP or Cultivated Plant Code) incorporating the Rules and Recommendations for naming plants in cultivation. 8th ed., adopted by the International Union of Biological Sciences International Commission for the Nomenclature of Cultivated Plants" (PDF). Scripta Horticulturae. International Society of Horticultural Science. ج. 10: 1–184. ISBN:978-90-6605-662-6. مؤرشف من الأصل (PDF) في 2021-03-04. {{استشهاد بدورية محكمة}}: |الأول= باسم عام (مساعدة) والوسيط |ref=harv غير صالح (مساعدة)
- Lawrence، George H.M. (1953). "Cultivar, Distinguished from Variety". Baileya. ج. 1: 19–20. {{استشهاد بدورية محكمة}}: الوسيط |ref=harv غير صالح (مساعدة)
- Lawrence، George H.M. (1955). "The Term and Category of Cultivar". Baileya. ج. 3: 177–181. {{استشهاد بدورية محكمة}}: الوسيط |ref=harv غير صالح (مساعدة)
- Lawrence، George H.M. (1957). "The Designation of Cultivar-names". Baileya. ج. 5: 162–165. {{استشهاد بدورية محكمة}}: الوسيط |ref=harv غير صالح (مساعدة)
- Lawrence، George H.M. (1960). "Notes on Cultivar Names". Baileya. ج. 8: 1–4. {{استشهاد بدورية محكمة}}: الوسيط |ref=harv غير صالح (مساعدة)
- Morton، Alan G. (1981). History of Botanical Science: An Account of the Development of Botany from Ancient Times to the Present Day. London: Academic Press. {{استشهاد بكتاب}}: الوسيط |ref=harv غير صالح (مساعدة) وتجاهل المحلل الوسيط |الرقم المعياري= لأنه غير معروف، ويقترح استخدام |ردمك= (مساعدة)
- Spencer، Roger؛ Cross، Robert؛ Lumley، Peter (2007). Plant names: a guide to botanical nomenclature. (3rd ed.). Collingwood, Australia: CSIRO Publishing (also Earthscan, UK.). {{استشهاد بكتاب}}: الوسيط |ref=harv غير صالح (مساعدة) وتجاهل المحلل الوسيط |الرقم المعياري= لأنه غير معروف، ويقترح استخدام |ردمك= (مساعدة)
- Spencer، Roger D.؛ Cross، Robert G. (2007). "The Cultigen". Taxon. ج. 56 ع. 3: 938. {{استشهاد بدورية محكمة}}: الوسيط |ref=harv غير صالح (مساعدة)
- Trehane، Piers (2004). "50 years of the International Code of Nomenclature for Cultivated Plants". Acta Horticulturae. ج. 634: 17–27. {{استشهاد بدورية محكمة}}: الوسيط |ref=harv غير صالح (مساعدة)

## وصلات خارجية
- Sale point of the Latest Edition (October 2009) of The International Code of Nomenclature for Cultivated Plants
- International Cultivar Registration Authorities
- The Language of Horticulture نسخة محفوظة 6 مارس 2005 على موقع واي باك مشين.
- Opinion piece by Tony Lord (from The Plantsman  [لغات أخرى]‏ magazine)
- Hortivar - The Food and Agriculture Organization of the United Nations Horticulture Cultivars Performance Database
- UPOV Homepage